# Sorgeat
Sorgeat település Franciaországban, Ariège megyében. Lakosainak száma 90 fő (2022. január 1.). Sorgeat Ascou, Ax-les-Thermes, Ignaux, Montaillou, Prades, La Fajolle és Mérial községekkel határos.

## Népesség
A település népessége az elmúlt években az alábbi módon változott:
| Lakosok száma | 80   | 69   | 81   | 95   | 92   | 86   | 82   | 80   | 83   | 90   |
|               | 1968 | 1982 | 1990 | 2006 | 2013 | 2015 | 2017 | 2019 | 2020 | 2022 |